# Flustrellidra aspinosa
Flustrellidra aspinosa är en mossdjursart som först beskrevs av Shunsuke F. Mawatari 1953.  Flustrellidra aspinosa ingår i släktet Flustrellidra och familjen Flustrellidridae. Inga underarter finns listade i Catalogue of Life.